# Апсида
 Тази статия е за апсида в архитектурата.  За астрономичното понятие вижте Апсида (астрономия).  
Апсида (от гръцки: αψίδα – дъга, полукръг, арка, свод) е термин в църковната храмова архитектура.
Терминът обозначава полукръгла, понякога многоъгълна издатина на сграда, със сводести куполообразни части вътре в нея. В християнските храмове в апсидата се намира олтарът и презвитериумът.
Апсиди са открити още в древноримските базилики. В християнските храмове апсидите са ориентирани на изток и обикновено са нечетен брой.